# Thomas Playford (né en 1896)
Thomas Playford, né le 5 juillet 1896 à Norton Summit et mort le 16 juin 1981 à Adélaïde, est un homme politique d'Australie-Méridionale,. Il a été Premier ministre d'Australie-Méridionale du 5 novembre 1938 au 10 mars 1965.